# مسدورف
مسدورف (به آلمانی: Meßdorf) یک منطقهٔ مسکونی در آلمان است که در بیسمارک (آلتمارک) واقع شده‌است. مسدورف ۷۲۰ نفر جمعیت دارد.